# Whitney: The Concert For A New South Africa
Whitney: The Concert For A New South Africa (tiếng Việt: Whitney: Buổi hoà nhạc cho một Nam Phi mới) là một chuỗi ba buổi hoà nhạc của nữ ca sĩ người Mỹ Whitney Houston để vinh danh Tổng thống Nelson Mandela và chúc mừng nhân dân Nam Phi thoát khỏi chế độ Apartheid vào tháng 11 năm 1994. Chương trình gồm ba buổi hoà nhạc tại ba địa điểm khác nhau. Buổi hoà nhạc đầu tiên thực hiện tại Durban vào ngày 8 tháng 11 năm 1994, buổi trình diễn cuối cùng vào ngày 19 tháng 11 năm 1994 tại Cape Town. Đặc biệt, buổi hoà nhạc thứ hai tại Sân vận động Ellis Park ở Johannesburg được kênh truyền hình HBO trực tiếp với chuyên mục "HBO Special", sau đó hãng Arista thu hình buổi hoà nhạc, bán ra thị trường với định dạng VHS vào tháng 12 năm 1994. Đây cũng là lần thứ hai HBO độc quyền trực tiếp một buổi hoà nhạc của Houston (lần đầu tiên với "Welcome Home Heroes With Whitney Houston" vào tháng 3 năm 1991). Bên cạnh đó, Houston cũng là nữ ca sĩ đầu tiên đến thăm Nam Phi ngay sau khi đất nước này được giải phóng khỏi Apartheid và sau khi Tổng thống Mandela đắc cử. Chuỗi buổi hoà nhạc này đã thu hút hơn 200.000 người xem. Toàn bộ tiền vé của 3 buổi hoà nhạc được Houston góp toàn bộ vào Tổ chức riêng của cô để hỗ trợ trẻ em Nam Phi bao gồm hai Bảo tàng trẻ em, Quỹ "President's Trust" (quỹ của Tổng thống Mandela), các tổ chức của nhóm Phi Chính phủ Kagiso và một số trại trẻ mồ côi.

## Danh sách các bài hát trong buổi hoà nhạc
1. "Love In Need Of Love Today"
2. "So Emotional"
3. "Saving All My Love For You"
4. "I Wanna Dance With Somebody (Who Love Me)"
5. "How Will I Know"
6. Love Song Medley:
  - "I Love You"
  - "All At Once"
  - "Where You Are"
7. "Love For Life"
8. "My Name Is Not Susan"
9. "Queen Of The Night"
10. Intermission With The Soweto Dance Theater.
11. "I Have Nothing"
12. "Touch The World" (cùng với Cissy Houston và dàn hợp xướng)
13. "Love It"
14. "Amazing Grace"
15. "Master Blaster (Jammin')"
16. "I Will Always Love You"
17. "I'm Every Woman"
18. "Greatest Love Of All"
19. "Home"
20. "I'm Every Woman (Reprise)"

## Ban nhạc
- Chỉ đạo: Rickey Minor
- Ghi-ta Bass/Bass synthesizer: Rickey Minor
- Ghi-ta chính: Paul Jackson, Jr.
- Đàn phím: Bette Sussman, Wayne Linsey, Joe Wolfe
- Trống: Michael Baker
- Bộ gõ: Bashiri Johnson
- Kèn saxophone/EWI: Kirk Whalum, Gary Bias
- Kèn trumpet: Michael "Patches" Stewart, Oscar Brashear
- Kèn trombone: George Bohanon
- Dàn bè: Olivia McClurkin, Alfie Silas, Pattie Howard
- Vũ công: Carolyn Brown, Merlyn Mitchell, Shane Johnson, Saleema Mubaarak
- Vũ công nhí: Fajaliah Harper, Vanity Ramdhan, Sylvia Enriquez, Mistey Ramdhan, Mercedez Demus